# ¡Quiero vivir! (película)
¡Quiero vivir! (I Want To Live!) es una película estadounidense de 1958, del género cine negro, dirigida por Robert Wise. Está protagonizada por Susan Hayward y con las actuaciones de Simon Oakland , Virginia Vincent y Theodore Bikel.
El guion, escrito por Nelson Gidding y Don Mankiewicz, está basado en los artículos escritos por el periodista Ed Montgomery, basados a su vez en las cartas escritas por Barbara Graham, convicta y condenada a muerte por homicidio. La película presenta una versión altamente ficticia del caso, lo que indica la posibilidad de que Graham hubiera sido inocente.
Estrenada a finales de 1958, ¡Quiero vivir! fue un éxito comercial, obteniendo críticas favorables por la actuación de Hayward, así como por la descripción realista de la pena capital en la película. Obtuvo un total de seis nominaciones a los Premios Oscar, y Hayward ganó un Oscar a la Mejor Actriz, así como el Globo de Oro en la misma categoría y un reconocimiento en el Festival de Cine de Mar del Plata.

## Argumento
Barbara Grahan es una prostituta, embaucadora y adicta a las drogas, producto de un hogar mal constituido, que trabaja enganchando hombres para que participen en juegos de cartas arreglados. Trata de salir de su situación y se casa con el hombre equivocado con quien tiene un hijo. Su vida se desmorona e intenta volver a su antigua profesión, involucrándose en un asesinato. Por ello, se la condena a morir en la cámara de gas. La presión de la policía, de los medios, parece condenarla, pero ella intenta demostrar su inocencia, en la que solo cree el psicólogo del tribunal.

## Reparto
- Susan Hayward como Barbara Graham
- Simon Oakland como Edward S. "Ed" Montgomery
- Virginia Vincent como Peg
- Theodore Bikel como Carl G.G. Palmberg
- Wesley Lau como Henry L. Graham
- Philip Coolidge como Emmett Perkins
- Lou Krugman como John R. "Jack" Santo
- James Philbrook como Bruce King
- Bartlett Robinson como el juez Milton
- Marion Marshall como Rita (no acreditada)
- Gage Clarke como Richard G. Tibrow (acreditado con su apodo "Clark")
- Joe De Santis como Al Matthews
- John Marley como el Padre Devers
- Alice Backes como Barbara la enfermera
- Wendell Holmes como el policía detective
- George Putnam como el mismo

## Recepción

### Crítica

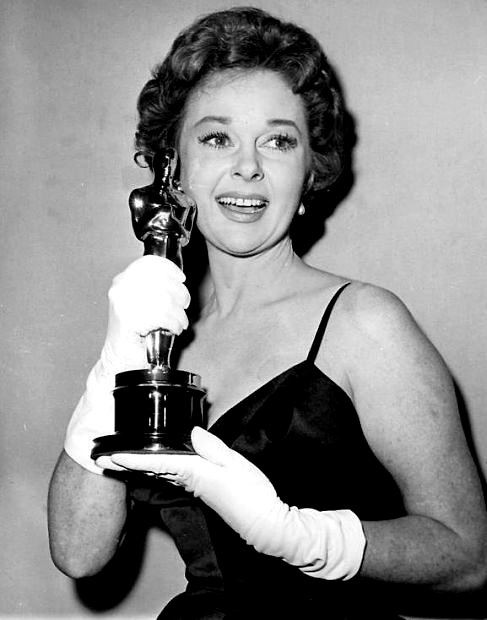
Hayward recibiendo el galardón en los Premios Oscar por su interpretación de Barbara Graham.

Tras su lanzamiento, ¡Quiero vivir! recibió una respuesta crítica en gran medida favorable, y muchos críticos anunciaron la película como una "acusación contra la pena capital", citando su descripción clínica y desgarradora de la ejecución. El productor Walter Wanger recibió numerosas cartas de felicitación elogiando la película después de su estreno, incluidas las de los escritores Arthur Miller , Paddy Chayefsky , Leon Uris y Albert Camus , todos los cuales eran fervientes opositores a la pena capital.
La revista Variety publicó una crítica favorable: "No hay ningún intento de glosar el personaje de Barbara Graham, solo un esfuerzo por comprenderlo a través de una fina ironía y patetismo. No dudó en entregarse a cualquier forma de crimen o vicio que prometía emoción en sus propios términos, bastante mezquinos... Hayward saca a relucir esta caracterización compleja. Simon Oakland, como Montgomery, quien primero crucificó a Barbara Graham en forma impresa y luego intentó deshacer lo que había hecho, minimiza su papel con seguridad".
El crítico de cine Bosley Crowther de The New York Times escribió: "Miss Hayward la interpreta magníficamente, bajo la dirección consistentemente aguda de Robert Wise, quien ha demostrado aquí un dominio asombroso del estilo realista entrecortado. De una B-girl suelta y bromista. pasa a niveles de frío desdén y luego se sumerge en las profundidades del terror y la rendición sombría cuando llega al final. Salvo que el papel no nos presenta un personaje precisamente bonito, su interpretación merece para Miss Hayward el más respetuoso aplauso".
Gene Blake, el reportero que cubrió el juicio por asesinato real para el Daily Mirror de Los Ángeles , calificó la película como "una pieza de propaganda dramática y elocuente para la abolición de la pena de muerte".
En marzo de 1959, Billboard señaló que la popularidad de la película y de los álbumes de Mandel y Mulligan "impulsó una avalancha de partituras de películas de jazz" y citó como ejemplos la partitura de Duke Ellington para Anatomy of a Murder , el lanzamiento de The Five Pennies (una película biográfica sobre el líder de la banda de jazz Red Nichols ) y el documental de 1960 Jazz on a Summer's Day .
En una revaluación de 1993, el crítico de cine Danny Peary escribió que Hayward es "... la actriz de esa época [las décadas de 1940 y 1950] que más necesita un redescubrimiento, y la mejor película para empezar es ¡Quiero vivir! ".
El agregador de reseñas Rotten Tomatoes reporta un índice de aprobación del 92% basado en 13 reseñas, con una calificación promedio de 7.9/10.